# Hof am Leithaberge
Hof am Leithaberge là một thị trấn ở huyện Bruck an der Leitha trong bang Niederösterreich ở nước Áo. Đô thị này có diện tích 21,98 km², dân số năm 2001 là 1376 người.